# Тобија (музичка група)
Тобија је дарквејв музичка група из Београда основана 2007. Пре оснивања, певач под тим именом објављивао је демо снимке. Идеје песама и музике настале су много раније. Свој први студијски албум А шта би ви издали су 2013. године.
Музика бенда креће се у опсегу од пост-панка, преко дарквејва, EBM-а, па до неокласичног звука, надахнута групама као што: Joy Division, Bauhaus, the Cure, the Smiths, Deine Lakaien, Добри Исак, Луна, Ла Страда, Екатарина Велика итд. Бенд је свирао у готово свим београдским рок клубовима и на појединим фестивалима.
Неке од њихових најслушанијих песама су: Контрола, Нервоза, Страхиња и Јелена и Соба блицева.

## Постава
Постава која је учествовала у реализацији првог албума:
- Иван — вокал,
- Синиша — гитариста,
- Иван (клајнер) — клавијатуриста,
- Мики — басиста,
- Лука — бубњар.

## Дискографија
Године 2013, издали су свој први студијски албум А шта би ви. На албуму се налази 13 песама.